# Catawba College
Catawba College es una universidad privada en Salisbury, Carolina del Norte. Fundada en 1851 por el Classis de la Iglesia Reformada de Carolina del Norte en Newton, la universidad adoptó su nombre de su condado de origen, el condado de Catawba, antes de mudarse a su actual sede de Salisbury en 1925. Catawba College todavía mantiene vínculos débiles con el sucesor de la Iglesia Reformada, la Iglesia Unida de Cristo. Ofrece más de 70 títulos universitarios.

## Historia
Catawba College fue fundado por el Classis de la Iglesia Reformada de Carolina del Norte en los Estados Unidos en 1851. Los años posteriores a la apertura de la universidad fueron años de creciente prosperidad para la escuela, pero la Guerra Civil cambió esto cuando los fondos y los estudiantes disminuyeron. Durante los años de guerra, la universidad se convirtió en una academia, operando como Catawba High School desde 1865 hasta 1885, después de lo cual reanudó sus operaciones bajo su estatuto original como Catawba College. Catawba se volvió mixta en 1890. Incluso con la incorporación de mujeres al cuerpo estudiantil, la universidad luchó por superar el agotamiento provocado por la guerra. En respuesta a la oferta de un edificio de administración y dormitorios parcialmente construido y varios acres de terreno en Salisbury, los funcionarios fideicomisarios, universitarios y de la iglesia cerraron el campus en Newton en 1923 y lo reabrieron en Salisbury en 1925.
La universidad ahora está afiliada a la Iglesia Unida de Cristo, sucesora de la Iglesia Evangélica y Reformada, sucesora a su vez de la Iglesia Reformada en los Estados Unidos. 

## Académica

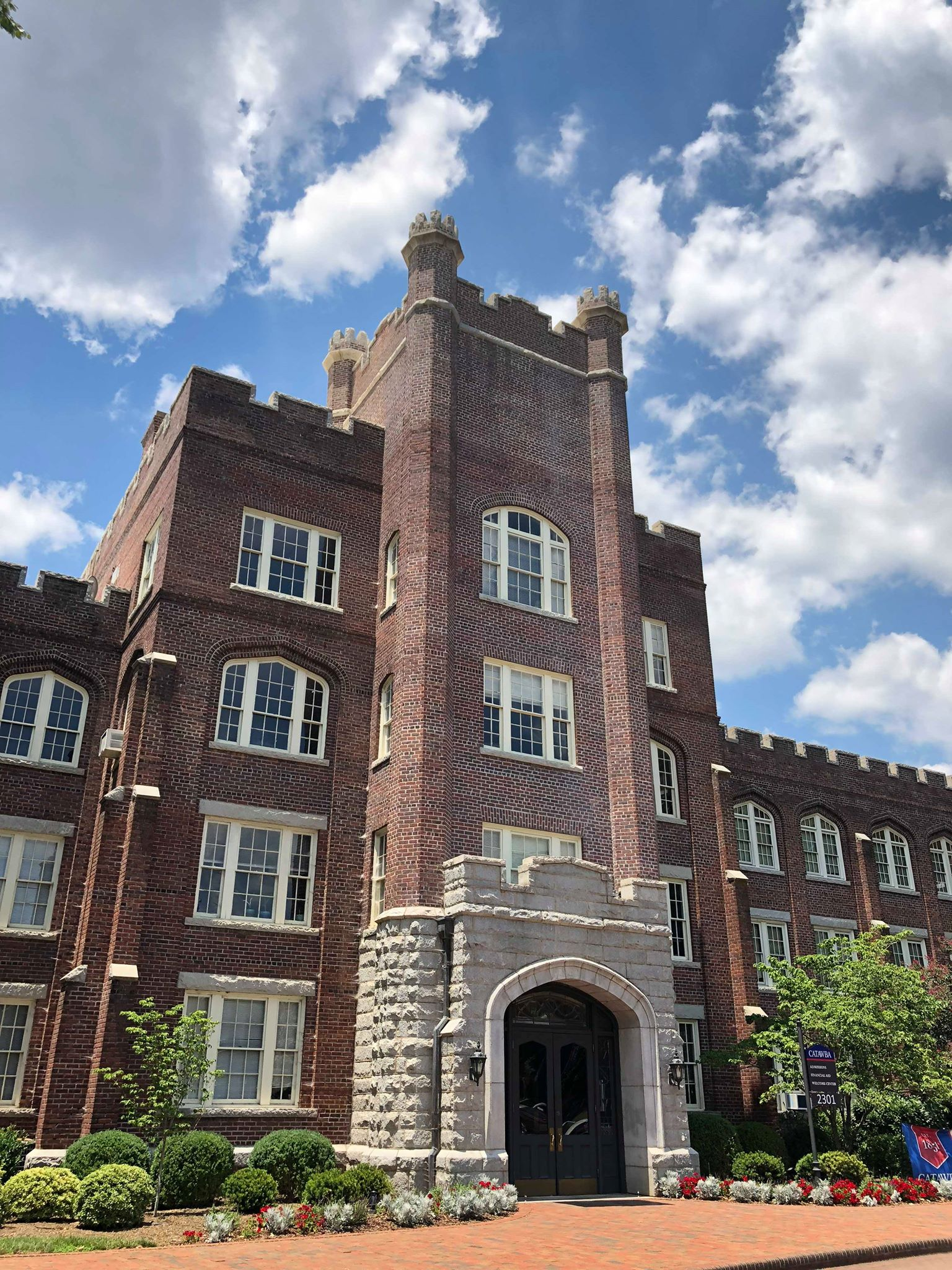
Universidad Catawba

Catawba College ofrece más de 70 campos de estudio en una variedad de disciplinas. Los programas especiales y centros universitarios incluyen el Centro Lilly para Vocaciones y Valores, el Centro de Escritura, el Centro de Matemáticas, Catawba Sostenible, Catawba Voluntario, el Centro para el Medio Ambiente, Servicios Profesionales, el Centro de Materiales Curriculares, la Escuela de Verano y el semestre de invierno. 
Para los adultos que trabajan, la Escuela de Estudios Nocturnos y de Posgrado de Catawba ofrece la Licenciatura en Administración de Empresas (BBA). En conjunto con el Departamento de Formación Docente, la Licenciatura en Educación (BAE) se puede obtener con especialización en Educación desde el nacimiento hasta el jardín de infantes; a nivel de posgrado, también se ofrece la Maestría en Educación en educación primaria. Se ofrece un título de RN a BSN, así como parte del programa nocturno.
Catawba College está clasificado por US News & World Report entre las mejores universidades en el puesto número 7 en las universidades regionales del sur, en el puesto 22 en las mejores escuelas de valor y en el puesto 2 en las mejores universidades para veteranos, y se señala además que la universidad tiene una proporción de estudiantes por docente de 12. :1, y tiene el 60,4% de sus clases con menos de 20 alumnos. 

### Programa de Honor
La mayoría de las clases son impartidas por más de un profesor, cada uno de los cuales brinda información sobre su campo de estudio específico. El programa incluye oportunidades de viajar al extranjero (es decir, Grecia, Alemania, Gran Bretaña, Arizona y más destinos tanto a nivel nacional como internacional). Los estudiantes pueden ser invitados al programa como estudiantes entrantes de primer año, o los estudiantes pueden presentar su solicitud en cualquier momento durante su educación en Catawba. Los estudiantes entrantes de primer año que deseen ser aceptados en el Programa de Honores deben tener un GPA ponderado de 3.5 o más, un puntaje SAT de 1150 o más y/o un puntaje ACT de 25 o más. 

### Escuela de Negocios Ketner
La escuela de negocios lleva el nombre de Ralph W. Ketner, quien fue cofundador y exdirector ejecutivo de Food Lion. La escuela de negocios ofrece a los estudiantes un plan de estudios en muchas áreas diferentes del mundo empresarial. Estas áreas son Contabilidad, Economía y Finanzas, Emprendimiento, Comunicación Integrada de Marketing, Artes de la Comunicación con concentración en comunicaciones y comunicaciones deportivas, y Administración de Empresas con concentración en Contabilidad, Comunicaciones, Economía, Gestión General, Sistemas de Información, Negocios Internacionales, Marketing y Emprendimiento. La escuela también ofrece el Centro de Emprendimiento y Desarrollo Experimental (CEED) y el Instituto de Negocios y Contabilidad. Puede encontrar más información sobre pasantías, programas de tutoría, últimas noticias y becas en el sitio web de la escuela de negocios. 

### Academia de Enseñanza Shirley Peeler Richie
Catawba creó el Programa West Scholars en 2006. El programa ofrece una beca para los residentes de Carolina del Norte, además de "seminarios de liderazgo, comunidad, servicio, presentaciones de investigaciones académicas" y varios otros beneficios.  Catawba fue una de las 18 instituciones de Carolina del Norte que ofrecieron un programa de becarios docentes de Carolina del Norte.  Ese programa fue finalizado por la legislatura estatal en 2011. 

### Centro para el Medio Ambiente
El Centro para el Medio Ambiente de Catawba College se estableció en 1996 para educar a la comunidad local y universitaria sobre la gestión ambiental y la sostenibilidad. El centro tiene como objetivo promover soluciones sostenibles y mantener un papel de liderazgo en la región en cuestiones como la calidad del aire y el agua, la preservación de la tierra, el desarrollo sostenible y las iniciativas solares.   El Centro para el Medio Ambiente alberga la especialización en Tecnología y Sistemas de Información Geográfica en Catawba College.  Catawba College logró la total neutralidad de carbono en 2023, siete años antes de su compromiso para 2030.  
Las instalaciones que albergan el centro se inauguraron en 2001 y fueron aclamadas por el máximo funcionario ambiental del estado como "la ola del futuro en eficiencia energética y de recursos". En la construcción del edificio del Centro para el Medio Ambiente se utilizaron materiales de construcción sostenibles, muebles ecológicos, calefacción y refrigeración geotérmica. Adyacente al centro se encuentra la Reserva Ecológica Fred Stanback Jr. de 187 acres, que consta de bosques maduros de madera dura y llanuras aluviales.  La reserva está reconocida por el Programa de Patrimonio Natural de Carolina del Norte como un área natural importante administrada por Catawba College. 

## Atletismo
Los equipos atléticos de Catawba compiten en la Conferencia del Atlántico Sur de la División II de la NCAA como los Indios Universitarios Catawba, que llevan el nombre de la tribu india Catawba, originaria de las regiones de Piamonte del sureste de Estados Unidos. 
Catawba cuenta con 22 deportes masculinos y femeninos de la División II de la NCAA. 
Deportes masculinos: béisbol, baloncesto, campo a través, fútbol, golf, lacrosse, fútbol, natación, tenis y atletismo.
Deportes femeninos: baloncesto, campo a través, golf, lacrosse, fútbol, sóftbol, natación, tenis, atletismo y voleibol.
Programas mixtos: porristas
El equipo de fútbol americano de Catawba College tiene la distinción de ganar no solo el Tangerine Bowl inaugural, sino también el segundo anual, ahora conocido como Citrus Bowl, permitiendo solo seis puntos. El 1 de enero de 1947 derrotaron al Maryville College 31–6 y el 1 de enero de 1948 derrotaron a la Universidad Marshall 7–0.  Catawba College cuenta con un equipo de deportes electrónicos desde 2018. 

### Apodo de los indios Catawba
En 2005, la NCAA citó a Catawba College como una escuela con un apodo "hostil" o "abusivo". Si bien la NCAA no puede obligar a una escuela a cambiar un apodo, ha prometido negar los privilegios de hospedaje de postemporada a las escuelas que infrinjan el apodo.  En respuesta a la designación, los funcionarios de Catawba College presentaron una apelación formal para continuar usando el nombre de "indios Catawba". Citando la aprobación de la Nación India Catawba, la NCAA concedió la apelación con la condición de que la universidad usara el apodo específico de la tribu de los indios Catawba al referirse al apodo en lugar de simplemente "indios". 

## Exalumnos notables
- Vern Benson, jugador y entrenador de Grandes Ligas de Béisbol
- Katie Carpenter (BFA '13) actriz, diseñadora de vestuario y productora de cine estadounidense
- Charlie Coiner, entrenador de alas cerradas de los Buffalo Bills de la Liga Nacional de Fútbol Americano
- Phil Kirk, expresidente de la Junta de Educación de Carolina del Norte; el exjefe de gabinete de los gobernadores Jim Martin y Jim Holshouser y el senador estadounidense Jim Broyhill.
- Tara LaRosa (educación física '00), jugadora de hockey sobre césped; artista marcial mixto [22]
- LJ McCray, jugador de la Liga Nacional de Fútbol Americano de los 49ers de San Francisco
- Pat McCrory, alcaldesa de Charlotte, Carolina del Norte, de 1995 a 2009; Gobernador de Carolina del Norte de 2013 a 2017
- Jasika Nicole, actriz de Fringe y The Good Doctor
- Bucky Pope, jugador de la Liga Nacional de Fútbol Americano de Los Angeles Rams y Green Bay Packers; "La garra de Catawba"
- Edward F, Rector, As de combate de la Segunda Guerra Mundial de la USAAF
- Dave Robbins, entrenador de baloncesto retirado de la Virginia Union University; Ganó más de 700 juegos y tres campeonatos nacionales.
- Gil Robinson, jugador de la Liga Nacional de Fútbol
- Jumal Rolle, jugador de la liga canadiense de fútbol de los Hamilton Tiger Cats, jugador de la liga nacional de fútbol de los Houston Texans
- T. J. Rooney, expresidente del Partido Demócrata de Pensilvania; miembro de la Cámara de Representantes de Pensilvania [23]
- Jerry Sands, jardinero/primera base de las Grandes Ligas de Béisbol de los Dodgers de Los Ángeles
- William Lacy Swing, ex embajador de los Estados Unidos y representante especial del Secretario General de las Naciones Unidas
- David Taylor, jugador de la Liga Nacional de Fútbol
- Johnny Temple, segunda base de las Grandes Ligas de Béisbol de los Rojos de Cincinnati, los Indios de Cleveland, los Orioles de Baltimore y los Colt .45 de Houston.
- Jim Tomsula, entrenador en jefe de los 49ers de San Francisco y entrenador de línea defensiva de los Washington Redskins . [24]
- Rodney Wallace, terminó su carrera en el fútbol universitario como el mejor corredor de todos los tiempos de la escuela; exluchador de peso semipesado de Ultimate Fighting Championship

## Otras lecturas
- Francis B. Dedmond, Catawba: The Story of a College. Boone, NC: Arromondt House, 1989.